# Cízic
Cízic (en grec antic Κύζικος, Kízikos, en llatí Cyzicus o Cyzicum) era una ciutat grega de la Propòntida, a Mísia, una península o una illa unida al continent per uns sorrals. Els turcs donen a les seves ruïnes prop de la ciutat d'Aidinjik, el nom de Bal Kiz. La ciutat tenia dos ports: Kytos i Panormos. Tenia un parell de ponts per l'accés i un gran temple a l'àgora (destruït probablement per un terratrèmol en temps d'Antoní Pius). Per les ruïnes se sap que tenia un amfiteatre, que també permeten veure una part de les muralles.
Estrabó diu que Cízic és una part de la Propòntida unida a terra ferma per dos ponts, i de terreny molt fèrtil. Diu que tenia un 500 estadis de circumval·lació, on hi ha una ciutat també anomenada Cízic propera als ponts, i dos ports tancats, amb dàrsenes (νεώσοικοι). Una part de la ciutat és a la plana, i l'altra dalt d'un petit turó. Propera a Cízic hi ha la ciutat d'Artace. A la vora hi havia un temple dedicat a la "mare dels déus" (probablement Ananke, la Necessitat) que va ser fundat pels argonautes. Estrabó també diu que la ciutat tenia grans edificis públics. Plini el Vell atribueix la unió de la ciutat amb el continent a Alexandre el Gran.

## Història
L'origen de Cízic és controvertit. Segons Esteve de Bizanci en aquell lloc hi va viure un poble al que anomena els dolions (Δολίονες). L'escriptor Conó diu que Cízic era un assentament dels pelasgs de Tessàlia que els eolis van expulsar dels seus territoris. El seu cap es deia Cízic, i era un fill d'Apol·lo. Aquest rei va ser mort per Jàson quan anava cap a la Còlquida i poc temps després els seus habitants van ser expulsats per Milet.
Se suposa que la ciutat va ser una colònia de Milet des aproximadament l'any 757 aC. La colònia es va enfrontar diverses vegades amb els cimmeris, però Cízic es va renovar el 676 aC. Quan els perses van conquerir Milet, Cízic va quedar sota el seu domini, cap a l'any 540 aC, segons Heròdot. Probablement va participar en la rebel·lió de Jònia el 499 aC i es va rendir als perses el 490 aC. Cízic, potser el 480 aC es va convertir en aliada Atenes a la que va seguir fins al 413 aC en què com altres ciutats es va revoltar però el 411 aC els atenencs la van recuperar després de la batalla de Cinnosema, a la part final de la guerra del Peloponès. En aquesta data la ciutat no tenia muralles segons fa constar Tucídides, el que prova que era una ciutat de segon ordre. Atenes li va imposar un tribut moderat. El 410 aC van arribar els espartans, dirigit pel navarc (almirall) Míndar, i a la rodalia hi havia el sàtrapa persa Farnabazos amb les seves forces. Cízic es va declarar a favor d'Esparta i contra Atenes però Alcibíades l'atenenc va derrotar a Míndar a la batalla naval de Cízic l'any 410 aC, i la ciutat va tornar a l'obediència atenenca que altre cop els va imposar un tribut acceptable. Xenofont diu que en aquell temps la ciutat tenia port. L'any 405 aC amb la derrota atenenca a Egospòtam, Cízic va tornar al control dels espartans, però per la pau d'Antàlcides el 387 aC les ciutats gregues d'Àsia van passar a Pèrsia.
Amb la conquesta d'Alexandre el Gran Cízic va recuperar la independència. Àtal I de Pèrgam es va casar amb una dona de Cízic de nom Apol·lònies que es destacava pel seu bon sentit. Cízic va enviar trenta vaixells a la flota d'Àtal II de Pèrgam (net d'Àtal I) dirigida pel seu germà Ateneu.
La ciutat estava molt ben administrada i tenia un bon control del comerç amb Anatòlia, i la riquesa i prosperitat va augmentar i també la seva importància. Cízic va participar en la guerra contra Mitridates VI Eupator i a la batalla de Calcedònia. Cízic va gastar moltes energies en aquesta lluita. Mitridates va voler ocupar la ciutat el 74 aC, i va col·locar les seves tropes al peu de la muntanya d'Adrasteia, al costat oposat de la ciutat, mentre els seus vaixells la bloquejaven per mar i bloquejaven l'estret i els ponts que la separava de terra ferma; però la fortalesa de les muralles (construïdes en època desconeguda entre el 387 aC i uns anys abans) i l'abundància de provisions emmagatzemades a la ciutat, van fer fracassar l'intent. Luci Licini Lucul·le que era prop de la zona, va tallar les línies de subministrament a Mitridates i l'exèrcit assetjador va començar a patir de manca de menjar i finalment va haver d'abandonar el setge i va patir fortes pèrdues. Els romans van donar a la ciutat el títol de ciutat lliure (Libera Civitas). Estrabó observa que en aquest temps el seu territori era considerable i es va engrandir per cessions fetes pels romans (segons Estrabó posseïa a la Tròade les terres darrere l'Asepos fins a Zeleia, i enfront de la ciutat, la plana d'Adrateia, a més d'una part del llac Dascylitis i la terra fins al llac Miletopòlitis i l'Apol·loniatis; feia frontera amb Priapos que era una dependència o colònia. Totes aquestes terres al sud de la Propòntida la feien la ciutat més important i de fet no hi havia altres grans ciutats a la zona en el període romà excepte Nicomèdia i Nicea.
Tiberi l'any 25 va eliminar el privilegi de ciutat lliure de Cízic perquè no manifestava cap respecte religiós a la memòria d'August i per maltractar a alguns ciutadans romans. Així la ciutat va passar a dependre directament del governador de la província d'Àsia. Tot i així la ciutat va romandre prospera almenys fins al terratrèmol produït vers la meitat del segle ii. En temps de Caracal·la (211-217) va rebre el títol de metròpoli de la província del Hel·lespont. Al segle iii o iv s'hi va establir una seu episcopal. El 674 els àrabs la van saquejar. La ciutat va patir alguns terratrèmols, l'últim dels quals l'any 1063, i es va despoblar. La població que en quedava es va traslladar a Artaki el segle xiii.